# كارل ستورمر
كارل ستورمر (بالنرويجية: Carl Størmer)‏ (و. 1874 – 1957 م) هو رياضياتي، وفيزيائي، وعالم فلك، وأستاذ جامعي من النرويج. ولد في شين. كان عضوًا في الأكاديمية الملكية السويدية للعلوم، والأكاديمية الفرنسية للعلوم، والجمعية الملكية، والأكاديمية الروسية للعلوم.
توفي في أوسلو، عن عمر يناهز 83 عاماً.

## التعليم
تعلم في جامعة باريس، وجامعة أوسلو.

## مناصب وهيئات
أدار جامعة أوسلو.

## جوائز وترشيحات
حصل على جوائز منها:
- جائزة فريتيوف نانسين للامتياز في فئة العلوم الطبيعية والرياضيات  [لغات أخرى]‏ (1910)
- وسام القديس أولاف.

ترشح لـ:
- جائزة نوبل في الفيزياء (1934)[7]
- جائزة نوبل في الفيزياء (1927)[7]
- جائزة نوبل في الفيزياء (1925)[7]
- جائزة نوبل في الفيزياء (1917)[7]
- جائزة نوبل في الفيزياء (1916)[7]
- جائزة نوبل في الفيزياء (1915).[7]

## روابط خارجية
- كارل ستورمر على موقع الموسوعة البريطانية (الإنجليزية)